# Богатый киргизский охотник с соколом
«Бога́тый кирги́зский охо́тник с со́колом» — картина русского художника Василия Васильевича Верещагина, посвящённая его другу, Байтику Канаеву, с которым они познакомились в 1867 году, когда Байтик Баатыр был приглашён в Санкт-Петербург в числе 17 представителей Туркестана на торжественный прием Александром II. Высокий, статный и сильный представитель кочевой интеллигенции, неплохо говоривший на русском языке, вызывал большой интерес у молодого художника. В свою очередь, Байтик Канаев никогда не видел таких картин, так как был воспитан в традициях ислама, который запрещал рисование, но тяга к искусству побуждала его к общению с Верещагиным. Позже, во время Туркестанских походов, судьба вновь свела художника и киргизского баатыра. Байтик Канаев был известен как непримиримый враг Кокандского ханства и друг России, а Верещагин принял приглашение Туркестанского генерал-губернатора генерала К. П. Кауфмана состоять при нём художником.

## История создания

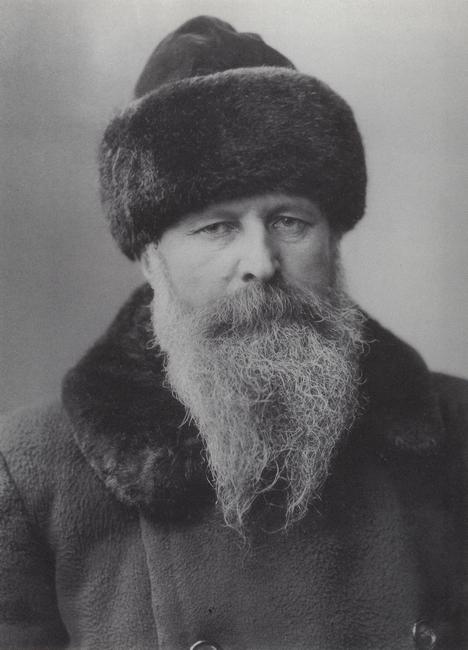
Василий Верещагин

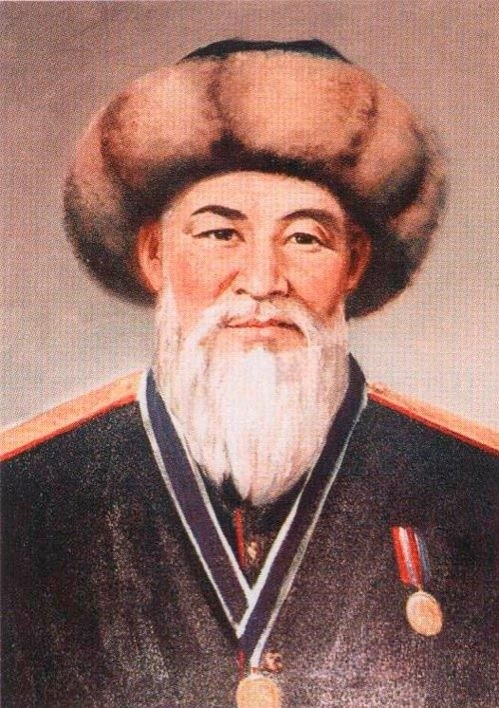
Байтик Канаев

Картина была написана в 1871 году в Мюнхене, в знак признательности к гостеприимству Байтика Канаева, верховного вождя киргизского племени Солто и офицера Русской императорской армии, который принял мастера с выдающимися почестями и подобающим восточному человеку гостеприимством, во время его путешествий по Семиречью. В своей работе Верещагин нарисовал Байтик Баатыра, как его именуют в современной историографии Киргизии, в его юрте с соколом в руке. Баатыр изображён в традиционном киргизском головном уборе — калпаке, одет баатыр в модный для Туркестана накид, который обычно шился кашгарскими или коканскими портными того времени, и в традиционные штаны кочевника XIX века.
Среди произведений Верещагина, посвященных Семиречью — виды гор близ станицы Лепсинской, хребта Заилийский Алатау, долины реки Чу, он побывал на озере Алаколь, поднимался на высокие перевалы хребтов Джунгарского Алатау. В Киргизии он рисовал озеро Иссык-Куль, снежные вершины Киргизского хребта, Нарына на Тянь-Шане, делал зарисовки в Боомском ущелье. Пять этюдов Верещагин создал в горах близ Иссык-Куля, ярчайший из них — «Проход Барскаун». Именно дружба с Байтиком Канаевым обеспечила художнику спокойное путешествие из Семиречья в Китай, в то время как во всём Туркестане шла борьба с русскими захватчиками, все киргизы знали, что обижать друга баатыра — себе дороже. Так же, в память о пребывании в гостях у киргизского племени Солто, были созданы ещё три картины — «Киргиз», «Перекочёвка киргизов» и «Киргизские кибитки на реке Чу» .
Впервые картину увидели в 1873 году, когда Верещагин устроил персональную выставку своих туркестанских произведений в Хрустальном дворце в Лондоне. В России полотно увидели весной 1874 года во время выставки в Петербурге. В настоящее время картина находится в Государственной Третьяковской галерее в Москве.

## Интересные факты
В честь Байтика Канаева названа одна из центральных улиц Бишкека (бывшая Советская). Байтик Канаев был удостоен наград: Большой Золотой медали на Анненской ленте и ордена Станислава III степени Российской империи.